# Disarm
«Disarm» es una canción de la banda estadounidense The Smashing Pumpkins, escrita por el líder del grupo musical, Billy Corgan.  Fue el tercer sencillo y la sexta canción del álbum llamado Siamese Dream, que fue lanzado el 22 de marzo de 1994.
El sencillo posteriormente también formó parte del disco de grandes éxitos del grupo, titulado Rotten Apples.
La cadena BBC prohibió que la canción apareciera en su ranking debido a uno de los versos: «cut that little child» (corta a ese pequeño niño), y recibió poco aire en las radios del Reino Unido. Sin embargo, Corgan aclaró que la canción refleja la relación inestable que tuvo con sus padres durante su infancia.
Mientras que los Pumpkins a menudo producen versiones acústicas y más suaves de sus canciones más pesadas, con Disarm hicieron lo inverso, tocándola con guitarras eléctricas,batería acústica y con gritos en sus shows en vivo.

## Vídeo musical
El vídeo musical, dirigido por Jake Scott, es en blanco y negro, y muestra a los miembros de la banda flotando sobre imágenes de una casa mientras tocan sus instrumentos, y a un anciano caminando a través de un paso subterráneo mientras que imágenes a color al estilo de las películas caseras antiguas, muestran a un niño jugando en el exterior. Billy Corgan ha dicho que no quería que el anciano apareciera en el vídeo, pero que Scott insistió. El vídeo se estrenó en MTV a finales de 1993 y fue puesto inmediatamente en rotación. En 1994, fue nominado como mejor vídeo alternativo y a la mejor edición en los MTV Video Music Awards, las primeras nominaciones a los premios realizados por MTV para esta banda.

## Lista de canciones
La versión en disco compacto fue publicada en dos versiones: «Heart» (corazón) y «Smile» (sonrisa). Todas las canciones fueron escritas por Billy Corgan, excepto las que se indican.
Disco de vinilo de 7" (versión del Reino Unido) (7243 8 92309 7 0, HUT 43)
1. «Disarm» – 3:17
2. «Siamese Dream» – 2:38

Disco compacto #1 (versión del Reino Unido)
1. «Disarm» – 3:17
2. «Soothe (Demo)» - 2:35
3. «Blew Away» (James Iha) – 3:31

Disco compacto #2 (versión del Reino Unido)
1. «Disarm» – 3:17
2. «Landslide» (Stevie Nicks) – 3:10
3. «Dancing in the Moonlight»  (Thin Lizzy) – 4:21

## Posición en listas
| Lista (1994)                                   | Posición |
| ---------------------------------------------- | -------- |
| Lista de sencillos de Australia                | 16       |
| Lista de sencillos de Canadá                   | 13       |
| Lista de sencillos del Reino Unido             | 11       |
| Canciones de rock mainstream de Estados Unidos | 5        |
| Canciones de rock moderno de Estados Unidos    | 8        |